# Associação Beneficente Santa Fé
A  Associação Beneficente Santa Fé  é uma organização não governamental, laica, sem fins lucrativos e de direito privado brasileira fundada em  13 de agosto de 1993, pela professora Marcia Ventura Dias, em  São Paulo, no Brasil.  O trabalho que a Associação Beneficente Santa Fé faz é de acolher meninas e meninos, que foram vítimas de maus tratos, violência sexual, abandono, muitos deles vindos das ruas de São Paulo. A ONG já ajudou inúmeros jovens e crianças há superarem todos os problemas enfrentados oferecendo um ambiente e suporte adequados para que desenvolvam todo o seu potencial.

## História
A história começou no dia 1 de Dezembro em uma ação na Praça da Sé (centro de São Paulo) denominada Árvore de Natal. Após essa ação verificou-uma drástica redução dos índices de roubos e furtos no centro da cidade e teve uma resposta significativa das crianças e adolescentes participantes (cerca de 230 por dia). O objetivo desse evento era de sensibilizar a sociedade com a situação das crianças que viviam nas ruas. A sociedade se sensibilizou e não se mobilizou mas as crianças e os jovens sim tanto que no último dia da ação, 215 crianças e adolescentes não quiseram voltar para as ruas e solicitaram continuar junto aos educadores que estavam coordenando a ação. Diante disso conseguiu-se um espaço temporário, na região do Ibirapuera, para acolhê-los. Assim nasceu a verdadeira vocação da Santa Fé.  

## Programas
- Minha Casa - Esse programa atende 22 crianças e/ou adolescentes, de 0 a 18 anos,que tem problemas de harmonia familiar, vítimas de abuso e/ou violência doméstica, para isso existe uma equipe apta para lidar com diversas situações traumáticas  proporciona todo o apoio necessário para a  integração social e acompanhamento individual,e nesse programa é feito um trabalho terapêutico podendo assim a criança voltar ao seu lar de origem ou também em um novo lar por meio da adoção. Todo atendimento e acompanhamento são extensivos a família.

- Programa Casa Vovó Ilza -É um programa que abriga meninas entre 11 a 18  - essas meninas são moradoras de rua, vítimas de maus tratos, abuso sexual, prostituição e uso de drogas e sem vínculos familiares - que estão grávidas e/ou acompanhadas de seus filhos. Nesse programa as meninas participam de um trabalho terapêutico  que prepara as jovens para a vida materna de forma construtiva e harmoniosa, com isso o objetivo é o encaminhamento de todas para uma vida segura e plena. [3]

- Programa Mudando a História - Esse programa é direcionada para as famílias ajudando a estabilizá-las financeiramente e emocionalmente para receberem de volta seus filhos. O programa visa também que os filhos consigam retornar ao seu lar de origem, para isso eles realizam  desde desde pequenas reformas nas moradias até o tratamento de alcoolismo e drogas.

- Programa Educação Continuada - É um programa para os jovens que já retornaram para suas casas, mas estes ainda tem acompanhamento da Associação.

- Programa de Volta Para Casa - Esse programa combate a violência doméstica  e, a violência estrutural que ocorre na maioria das famílias das crianças e adolescentes acolhidos na Santa Fé;

## Reconhecimentos
- Selecionada pela Veja São Paulo na matéria "35 instituições que valem sua doação" - Edição 51 - página 42 - 2008

- Eleita a melhor tecnologia social do Brasil na categoria “Direitos da Criança e do Adolescente” - Fundação Banco do Brasil, Petrobrás e UNESCO –  2005

- Selecionada pelo Criança Esperança – TV Globo/UNESCO – 2008

## Parcerias
- Ashoka